# Kaikecilglasögonfågel
Kaikecilglasögonfågel (Zosterops uropygialis) är en fågel i familjen glasögonfåglar inom ordningen tättingar.

## Utbredning och systematik
Fågeln förekommer enbart på ön Kai Kecil (i Kaiöarna). Den behandlas som monotypisk, det vill säga att den inte delas in i några underarter.

## Status
IUCN kategoriserar arten som nära hotad.